# Elsie Bowerman
Pour les articles homonymes, voir Bowerman.
Elsie Edith Bowerman (18 décembre 1889 – 18 octobre 1973) est une avocate britannique et suffragette. Elle a survécu au naufrage du Titanic.

## Enfance et adolescence
Elsie Edith naît le 18 décembre 1889 à Tunbridge Wells, dans le Kent, de William Bowerman et Edith Martha Barber. Elsie est enfant unique et son père meurt alors qu'elle n'a que 5 ans. En 1901, elle entre à Wycombe Abbey, un prestigieux internat dans le Buckinghamshire. Elle y rencontre Dame Frances Dove, la fondatrice de l'école, dont elle écrira la biographie. Elle quitte l'établissement en 1907, passe quelque temps à Paris dans une Finishing School, puis entre à Girton College à Cambridge où elle étudie les langues modernes et l'histoire du Moyen Âge.
Avec sa mère, elle devient une membre active de la Women's Social and Political Union créée par Emmeline Pankhurst. En 1907, sa mère, 43 ans, épouse Alfred Chibnall, 63 ans, un riche fermier. « Cette union reste un mystère. Les registres de Hastings ne portent aucune trace que le couple ait jamais vécu ensemble ». Elsie s'installe à St Leonards-on-Sea où sa mère a établi une branche de la WSPU. Elle l'aide à gérer la boutique de l'association à Hastings. Elle est également employée à temps plein en tant qu'organisatrice de la WSPU.

## Titanic
Le 10 avril 1912, Elsie et sa mère Edith embarquent sur le Titanic à Southampton pour un voyage en Amérique et au Canada. Elles sont en première classe, numéro de ticket 113505, cabine E-33. Lors du naufrage, elles sont secourues sur le canot de sauvetage numéro 6.
Malgré cela, elles continuent leur voyage, atteignent l'Amérique et visitent la Colombie-Britannique, le Klondyke et l'Alaska. Elsie écrira plus tard : « Ramer au milieu de l'Atlantique en avril, des icebergs dérivant autour de nous, est une étrange expérience »

## Première et Seconde Guerre mondiale
Durant la Première Guerre mondiale, Elsie est envoyée dans l'unité écossaise d'un hôpital en Roumanie mais à son arrivée, en mars 1917, elle est obligée de battre en retraite à Saint-Pétersbourg où elle se retrouve aux premières loges de la Révolution russe. De retour en Angleterre en 1917, elle reprend sa mission de suffragette. Elle devient membre du Parti des Femmes[Quoi ?] et voyage avec les sœurs Pankhurst dans toute l'Angleterre pour organiser des meetings encourageant les hommes à se joindre aux forces armées et les femmes à se porter volontaires.
Après l'Armistice en 1918, la loi autorisant les femmes à se présenter aux élections (Qualification of Women Act) est votée. Elsie devient l'agent de Christabel Pankhurst, l'une des dix sept femmes se présentant aux élections. Celle-ci ne sera pas élue. En 1922, elle co-fonde avec Flora Drummond, la Guilde des Femmes de l'Empire, un parti de droite opposé au communisme. Elle en sera la secrétaire.
En parallèle, elle étudie le droit et est admise au barreau en 1924. Elle est la première femme avocat à Old Bailey et pratiquera jusqu'à 1938. Elle rejoint la Fédération internationale des femmes magistrats et avocats peu après sa création en 1928. En 1933, elle écrit The Law of Child Protection (La loi sur la Protection de l'Enfant). Durant la Seconde Guerre mondiale, elle travaille durant deux ans au sein du Women’s Royal Voluntary Service, dont elle publiera le bulletin mensuel de 1938 à 1940. Après un passage au ministère de l'Information, elle devient agent de liaison pendant trois ans dans le service Nord Américain de la BBC. En 1947, aux États-Unis, elle participe à la mise en place de la Commission des Nations unies sur le Statut des Femmes.

## Décès
À son retour, elle s'installe près de sa mère à St Leonards-on-Sea. Après la mort de celle-ci, elle déménage à la campagne près de Hailsham où elle meurt après une crise cardiaque, le 18 octobre 1973, à l'hôpital Princesse Alice à Eastbourne. Elle a 83 ans.